# 宮崎正信
宮崎 正信（みやざき まさのぶ、1958年<昭和33年>8月 - ）は、日本の官僚 (技術公務員)。厚生労働省水道課長を経て日本水道工業団体連合会専務理事。

## 人物・経歴
大阪府出身。1981年 京都大学工学部衛生工学科卒業。1983年 同大学院工学研究科衛生工学専攻修士課程修了、同年 厚生省水道環境部水道整備課に入省。環境省環境管理局水環境部土壌環境課地下水・地盤環境室長、富山県生活環境部参事、厚生労働省水道課水道計画指導室長。同室長時代に発生した四川大地震においては復興支援について中国側と協議するため被災地に派遣された。水資源機構管理事業部次長、国土交通省水管理・国土保全局水資源部水資源環境課長、環境省水・大気環境局水環境課長を経て、2014年 (平成26年) 7月から厚労省水道課長。広島県や兵庫県の豪雨災害、長野県神城断層地震などに対応した。また水道事業の維持・向上に関する専門委員会の報告書をとりまとめた。2017年7月 退官。同年10月に日本水道工業団体連合会企画参与。後に水団連専務理事。

## 著作
- 「水道事業経営の基本」 (石井晴夫、一柳善郎、山村尊房と共著)[6]
- 「水道行政の現状と今後の課題」[7]